# Микроталаси
Микроталаси су део ЕМ спектра као део радијског спектра, али ипак се наводи одвојено од њега. Ти таласи су познати и под именом радарски таласи. Подручје микроталасног спектра обухвата таласне дужине од 1 mm (милиметара) до 30 cm (центиметара) односно фреквенције од 1 GHz до 300 GHz (гигахерца; 1 GHz = 1×109 ). Различити извори дефинишу различите фреквентне опсеге као микроталасне; горња широка дефиниција укључује  и  (милиметарско таласне) опсеге. Чешћа дефиниција у радио-фреквенцијском инжењерству је опсег између 1 и 100 GHz (таласне дужине између 0,3 m и 3 mm). У свим случајевима, микроталаси укључују цео  опсега (3 до 30 GHz, или 10 до 1 cm) најмање. Фреквенције у микроталасном опсегу се често називају њиховим IEEE ознакама радарског опсега: , , X, , , или  опсег, или сличним НАТО или ЕУ ознакама.
Префикс micro- микроталасу нема за циљ да сугерише таласну дужину у микрометарском опсегу. Уместо тога, то указује да су микроталаси „мали” (имају краће таласне дужине), у поређењу са радио таласима који су се користили пре микроталасне технологије. Границе између далеког инфрацрвеног, терахерцног зрачења, микроталаса и ултра-високих фреквенција радио таласа су прилично произвољне и користе се различито између различитих области проучавања.
Микроталаси путују по линији видљивости; за разлику од радио таласа ниже фреквенције, они се не дифрактују око брда, не прате површину земље као површински таласи земље, нити се рефлектују од јоносфере, тако да су земаљске микроталасне комуникационе везе ограничене визуелним хоризонтом на око 40 mi (64 km). На високом крају опсега, они су апсорбовани гасовима у атмосфери, ограничавајући практичне комуникацијске удаљености на око километар. Микроталаси се широко користе у савременој технологији, на пример у комуникационим везама од тачке до тачке, бежичним мрежама, микроталасним радио релејним мрежама, радарима, комуникацији путем сателита и свемирских летелица, медицинској дијатермији и лечењу рака, даљинској детекцији, радио астрономији, акцелераторима честица, спектроскопији, индустријском грејању, системима за избегавање судара, отварачи гаражних врата и системима за улазак без кључа, као и за кување хране у микроталасним пећницама.

## Електромагнетни спектар
Микроталаси заузимају место у електромагнетном спектру са фреквенцијом изнад обичних радио таласа, а испод инфрацрвене светлости: 
| Електромагнетни спектар | Електромагнетни спектар | Електромагнетни спектар | Електромагнетни спектар | Електромагнетни спектар |
| Назив                   | Таласна дужина          | Фреквенција (Hz)          | Фотон енергија ()       |                         |
| ----------------------- | ----------------------- | ----------------------- | ----------------------- | ----------------------- |
| Гама зраци              | < 0,02                  | > 15 EHz                | > 62.1 keV              |                         |
| Рендгенски зраци        | 0,01 – 10               | 30 – 30                 | 124 – 124               |                         |
| Ултраљубичасто зрачење  | 10 – 400                | 30 – 750                | 124 – 3                 |                         |
| Видљива светлост        | 390 – 750               | 770 – 400               | 3,2 – 1,7               |                         |
| Инфрацрвено зрачење     | 750 – 1                 | 400 – 300               | 1,7 – 1,24              |                         |
| Микроталаси             | 1 – 1                   | 300 – 300               | 1,24 – 1,24             |                         |
| Радио таласи            | 1 – 100                 | 300 – 3                 | 1,24 – 12,4             |                         |

У описима електромагнетног спектра, неки извори класификују микроталасе као радио таласе, подскуп радиоталасног опсега; док други класификују микроталасе и радио таласе као различите врсте зрачења. Ово је произвољна разлика.

### Појаси микроспектра
| Назив    | Фреквенција    |
| -------- | -------------- |
| L појас  | 1 до 2 GHz     |
| S појас  | 2 до 4 GHz     |
| C појас  | 4 до 8 GHz     |
| X појас  | 8 до 12 GHz    |
| Ku појас | 12 до 18 GHz   |
| K појас  | 18 до 26.5 GHz |
| Ka појас | 26.5 до 40 GHz |
| Q појас  | 30 до 50 GHz   |
| U појас  | 40 до 60 GHz   |
| V појас  | 50 до 75 GHz   |
| E појас  | 60 до 90 GHz   |
| W појас  | 75 до 110 GHz  |
| F појас  | 90 до 140 GHz  |
| D појас  | 110 до 170 GHz |

## Пропагација
Микроталаси путују искључиво путем видног поља; за разлику од радио таласа ниже фреквенције, они не путују као земаљски таласи који прате контуру Земље, нити се одбијају од јоносфере (небески таласи). Иако на доњем крају опсега могу да прођу кроз зидове зграде довољно за користан пријем, обично су потребна права пролаза до прве Фреснелове зоне. Због тога су на површини Земље микроталасне комуникационе везе ограничене визуелним хоризонтом на око 30-40 миља (48-64 km). Микроталаси се апсорбују влагом у атмосфери, а слабљење се повећава са фреквенцијом, постајући значајан фактор (кишно изблеђивање) на високом крају опсега. Почевши од око 40 , атмосферски гасови такође почињу да апсорбују микроталасе, тако да је изнад ове фреквенције микроталасни пренос ограничен на неколико километара. Структура спектралног појаса узрокује апсорпционе пикове на одређеним фреквенцијама (погледајте графикон десно). Изнад 100 , апсорпција електромагнетног зрачења Земљине атмосфере је толико велика да је заправо непрозирна, све док атмосфера поново не постане провидна у такозваним инфрацрвеним и оптичким опсезима фреквенција.

### Тропосферско расипање
У микроталасном снопу усмереном под углом у небо, мала количина енергије ће бити насумично распршена док сноп пролази кроз тропосферу. Осетљиви пријемник изван хоризонта са антеном високог појачања усмереном на ту област тропосфере може да ухвати сигнал. Ова техника је коришћена на фреквенцијама између 0,45 и 5 GHz у комуникационим системима тропосферског расејања (тропоскатер) за комуникацију изван хоризонта, на удаљеностима до 300 .

## Дизајн и анализа
Термин микроталасна такође има више техничко значење у електромагнетици и теорији кола. Апарати и технике се могу квалитативно описати као „микроталасни” када су таласне дужине сигнала отприлике исте као и димензије кола, тако да је теорија кола са збирним елементима нетачна, и уместо тога су кориснији методи елемента дистрибуираног кола и теорије преносних линија за пројектовање и анализу.
Као последица тога, практична микроталасна кола имају тенденцију да се удаље од дискретних отпорника, кондензатора и индуктора који се користе са радио таласима ниже фреквенције. Отворени и коаксијални водови за пренос који се користе на нижим фреквенцијама замењени су таласоводима и тракастим линијама, а подешена кола са збирним елементима су замењена резонаторима са шупљинама или резонантним стубовима. Заузврат, на још вишим фреквенцијама, где таласна дужина електромагнетних таласа постаје мала у поређењу са величином структура које се користе за њихову обраду, микроталасне технике постају неадекватне, а користе се методе оптике.

## Историја
Постојање микроталаса предвидео је године 1864. Џејмс Максвел y својим формулама. Хајнрих Херц први је доказао њихово постојање са направом која је детектовала и одашиљала микроталасе на UHF (ултрависоке фреквенције) подручју. Практична употреба почела је у 20. веку (1931).

## Употреба
Микроталаси се данас користе у микроталасној пећи, мобилној телефонији (GSM нпр. ради и на 1.9 GHz), комуникационим сателитима и радарима.